# Бомилькар (III век до н. э.)
Бомилькар — один из военачальников карфагенян во время Второй Пунической войны (218—201 годы до н. э.).

## Биография
Бомилькар вёл подкрепления, направленные Карфагеном Ганнибалу после битвы при Каннах (216 год до н. э.), с которыми прибыл в Италию в следующем году. В 214 году до н. э. он был направлен с пятьюдесятью пятью кораблями на помощь Сиракузам, осаждённым римлянами. Однако, убедившись, что не может противостоять превосходящему флоту противника, был вынужден отступить к берегам Африки.
Двумя годами позже Бомилькар — снова в Сиракузах. Исторические источники упоминают о нём в связи с тем, что ему удаётся ускользнуть со своими кораблями из сиракузской гавани, чтобы сообщить в Карфагене о бедственном положении города. К тому времени Сиракузы уже почти целиком (за исключением крепости Ахрадины) были захвачены Марцеллом. Через несколько дней он возвратился к Сиракузам со ста кораблями.
В том же 214 году до н. э. Бомилькар, после гибели в результате эпидемии карфагенского экспедиционного корпуса под началом Гиппократа и Гимилькона, снова направился в Карфаген с новостями, и возвращается со 130 кораблями. Однако Марцеллу удалось предотвратить его соединение с силами сиракузян. После этого Бомилькар с флотом отплыл к Таренту, вероятно, намереваясь отрезать морские поставки продовольствия осаждённому в этом городе римскому гарнизону. Тем не менее, поскольку присутствие его многочисленных моряков лишь увеличило нехватку провизии у самих осаждавших римский гарнизон тарентинцев, им пришлось поскорее отпустить его.